# Daniela Goggi canta Oba-ba-luu-ba e altre canzoni per bambini
Daniela Goggi canta Oba-ba-luu-ba e altre canzoni per bambini è un album di Daniela Goggi, pubblicato dall'etichetta CGD nel 1977.
L'album, il primo della carriera della Goggi, conteneva diverse cover tratte dai più famosi lungometraggi animati Disney.
Gli arrangiamenti vennero curati da Totò Savio, anche produttore esecutivo dell'album. I testi italiani delle canzoni Disney erano di Carla Vistarini.
Il disco venne realizzato in concomitanza della partecipazione della Goggi al programma Due ragazzi incorreggibili, dove lanciò il personaggio di Fata fatuzza.
Nel disco era contenuta la sigla del programma Oba-ba-luu-ba, successo da duecentomila copie.

## Musicisti
- Voce: Daniela Goggi
- Arrangiamenti: Totò Savio
- Testi: AA.VV.

## Tracce
1. Oba-ba-luu-ba – 3:02
2. Pollicina – 4:03
3. I tre porcellini – 2:51
4. La posta arriverà – 3:27
5. Lavorare che fatica – 3:35
6. Vorrei essere te per un po' – 3:53
7. Supercalifragilistic-espiralidoso – 4:08
8. Show time – 3:27
9. Un poco di zucchero – 4:27
10. Cam camini – 2:57